# Drymusidae
Drymusidae zijn een familie van spinnen. De familie telt één beschreven geslacht en 15 soorten.

## Geslacht
- Drymusa Simon, 1891

## Taxonomie
Voor een overzicht van de geslachten en soorten behorende tot de familie zie de lijst van Drymusidae.